# Yorck-Denkmal (Königsberg)

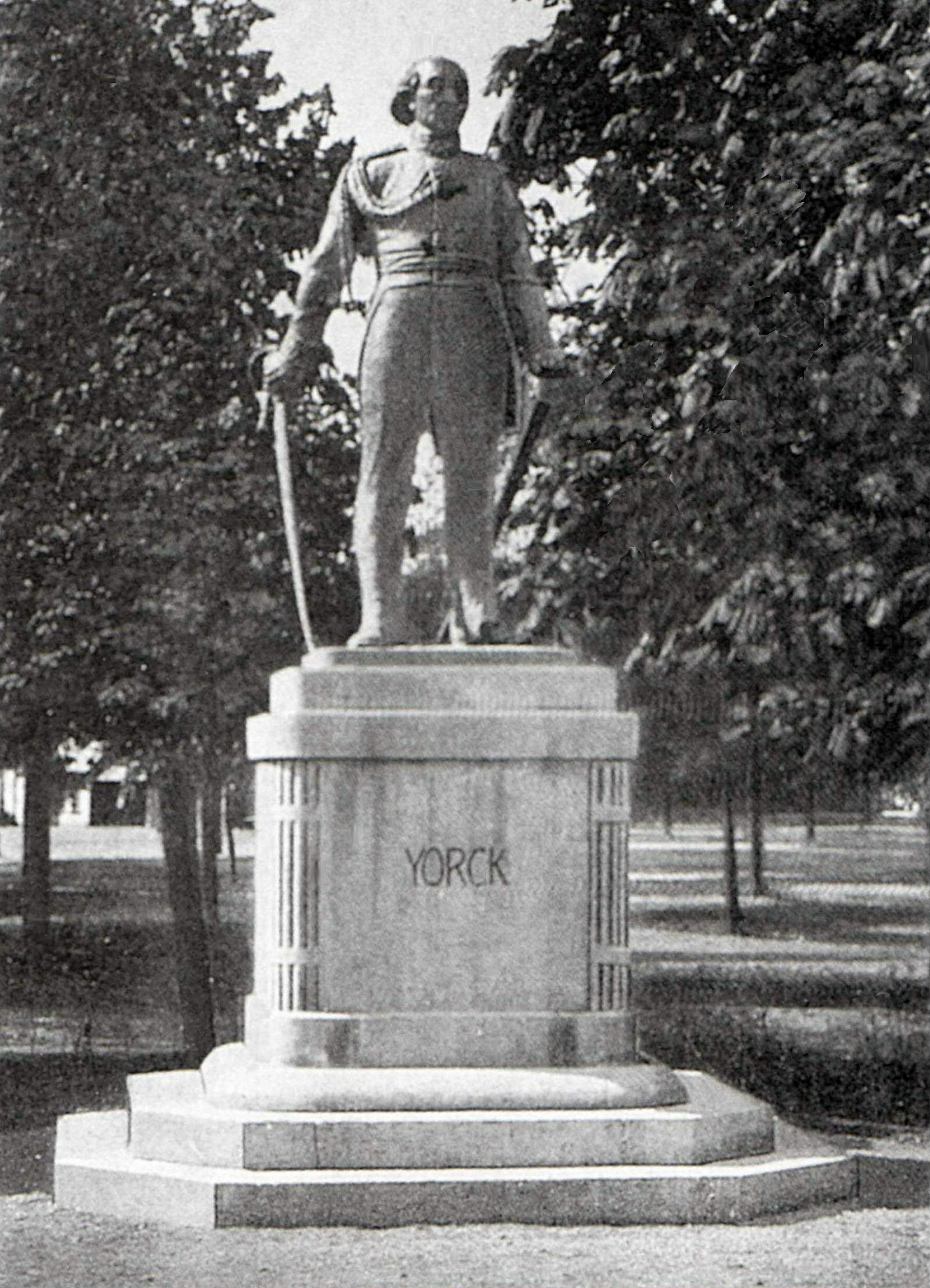
Das Yorck-Denkmal (1914)

Das Yorck-Denkmal war ein Denkmal für den preußischen Feldmarschall Ludwig Yorck von Wartenburg in Königsberg (Preußen) und wurde von Walter Rosenberg (1882–1945) geschaffen.
Anlass seiner Aufstellung war das hundertjährige Gedenken der Befreiungskriege, das im ganzen deutschen Kaiserreich gefeiert wurde. Die Jahrhundertfeier fand am 5. Februar 1913 – dem 100. Jahrestag der Ansprache General Yorks an die ostpreußischen Stände im Ostpreußische Generallandschaftsdirektion – in Anwesenheit von Kaiser Wilhelm II. und seines Sohnes Wilhelm von Preußen in Königsberg statt. Das Denkmal wurde zum 100. Jahrestag der Völkerschlacht bei Leipzig am 13. Oktober 1913 auf dem Walter-Simon-Platz im Stadtteil Mittelhufen, aufgestellt und vom Kronprinzen und dem Oberpräsidenten Ludwig von Windheim feierlich enthüllt. 
Nachdem das Denkmal den Zweiten Weltkrieg überstanden hatte, wurde es im inzwischen sowjetischen Kaliningrad 1947 eingeschmolzen und auf den Sockel kam eine Büste Josef Stalins. Im Jahr 1956 löste sie eine in Serienproduktion hergestellte Karl-Marx-Büste ab, die 1961 Boris Jedunow durch eine künstlerisch anspruchsvollere auf neuem Sockel ersetzte.